# Susiana
Susiana (persa antiguo: Šušan; griego antiguo: Σουσιανή) era una región de Persia en la antigüedad. En la actualidad, se localiza en el suroeste de Irán cubriendo aproximadamente el área de la actual provincia de Juzestán.
Al pie de la barrera montañosa de los Zagros, que la bordea por el norte y el este, la llanura de Susiana es una prolongación de la gran llanura aluvial mesopotámica de Irán. Está drenada por los ríos Tigris y Éufrates, cuya confluencia forma el Chott-el-Arab, que desemboca en el golfo Pérsico.

## Historia

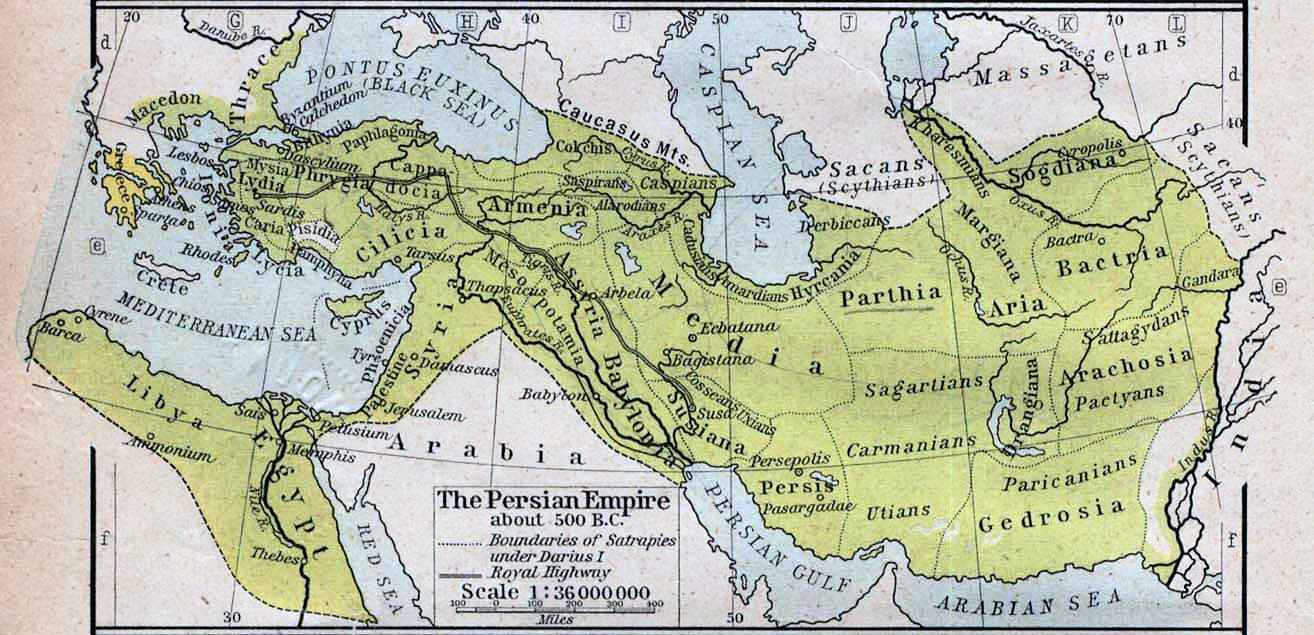
Mapa del Imperio aqueménida.

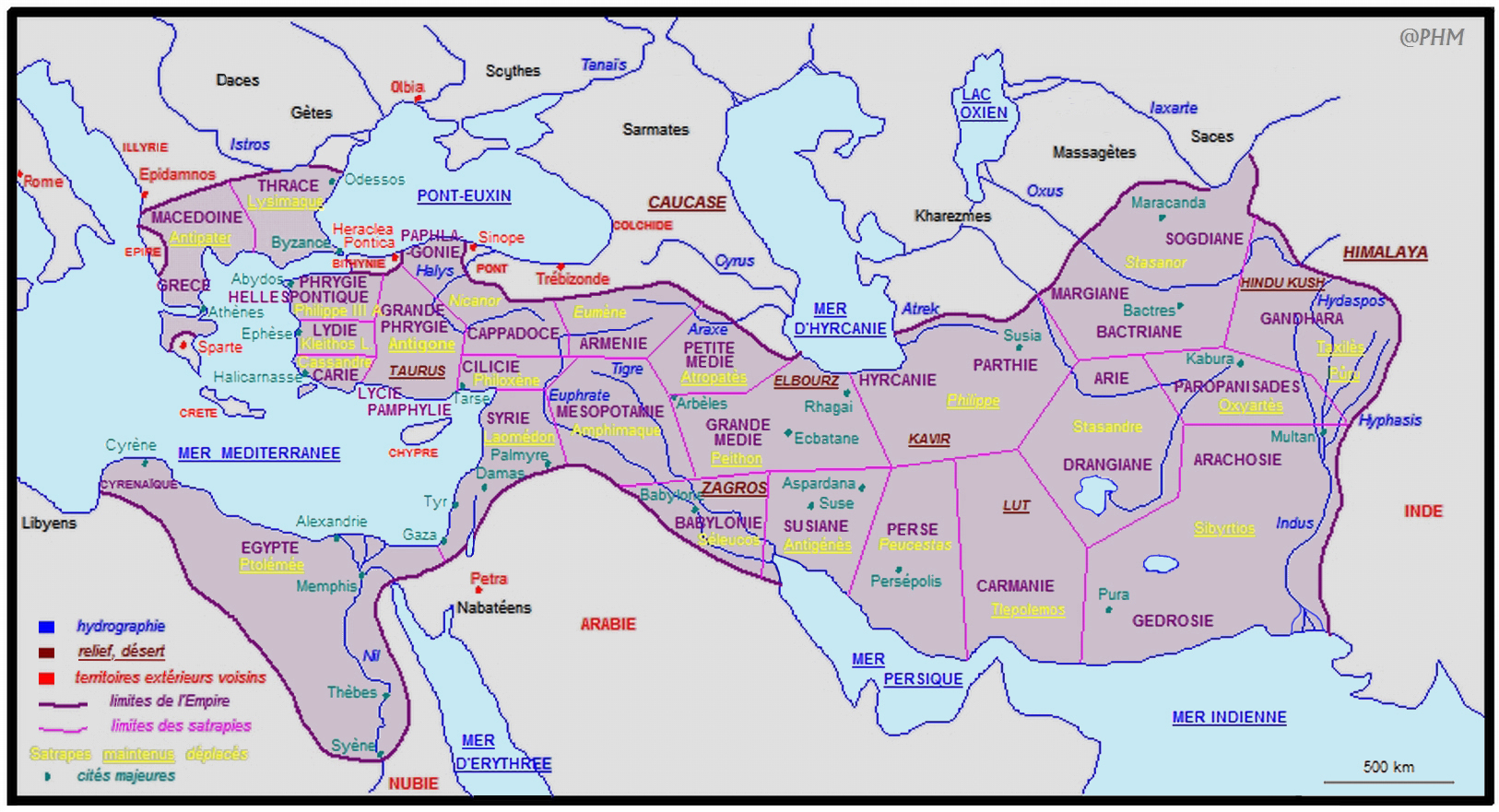
División del imperio de Alejandro tras los acuerdos de Triparadisos (321 a. C.). Susiana correspondió a Antígenes.

Su historia de asentamiento se remonta al VIII milenio a. C. En el VI y V milenios a. C., su asentamiento más importante fue Chogha Mish, que aparentemente fue abandonado a finales de V milenio a. C. cuando se ocupó por primera vez el sitio de Susa que, posteriormente, se convertiría en la ciudad principal de Susiana.
A lo largo de su historia, Susiana ha aparecido unas veces como parte mesopotámica en Irán, otras como la extensión occidental del Imperio elamita, con el que se confundió durante mucho tiempo, y finalmente como una simple provincia de los imperios aqueménida, seléucida, parto y sasánida. Por último, como provincia de una sucesión de dinastías islámicas.
Aunque geográfica y culturalmente mesopotámica, Susiana estuvo políticamente unida a Elam en varias ocasiones a lo largo de su dilatada historia. A finales del III milenio a. C., toda Susiana estaba sometida políticamente a los reyes de la III dinastía de Ur. Pero la caída del imperio de Ur en 2002 a. C., provocada principalmente por los elamitas, coincidió con la reconquista de la ciudad de Susa por los reyes de Simashki.
En el Imperio aqueménida (550-330 a. C.), Susiana fue una satrapía  persa y posteriormente seléucida (312-63 a. C.) con Susa como capital.
En épocas posteriores, la zona se identificó más a menudo con Elimaida. No se puede decir hasta qué punto Susiana y Elimaida se corresponden, se superponen o si Susiana es parte de Elimaida debido a los límites cambiantes y las disposiciones poco claras en las fuentes.